# 사랑방 선수와 어머니
"사랑방 선수와 어머니"는 2007년에 개봉한 대한민국의 영화이다.

## 줄거리
아버지 때문에 1억의 빚이 생긴 흥신소 사장 덕근은 어느날, 잃어버린 손녀를 찾아달라는 한 할머니의 의뢰를 받는다. 처음엔 할머니가 귀찮았지만 할머니가 들고 온 1억이라는 액수를 보고는 빚을 갚을 찬스라고 여기며 수락했고 실종자의 유일한 단서인 한 시골마을에 오게된다.
사랑방을 꾸려서 살아가는 덜렁이 혜주. 가족이라고는 15살때 사고쳐서 낳은 딸 옥희가 전부다. 이 사랑방에 실종자를 찾기위한 덕근이 머물게 된다. 그리고 덕근은 혜주가 흘리고간 통장을 주웠는데 통장에는 1억이라는 엄청난 액수가 찍혀 있었다. 그 순간, 검은 욕심에 사로잡힌 덕근은 손녀를 찾은척 할머니를 유인해 복지관에 몰래 인계해 버린 다음 할머니가 챙겨온 돈가방만 챙기고 달아났다. 하지만 가방안에는 신문지만 가득했고 믿을건 혜주가 흘린 통장뿐이었다.
이후 통장 비밀번호를 알아낼 목적으로 모녀에게 접근했고 처음부터 덕근을 보고 첫눈에 반했던 모녀는 그를 진심으로 좋아하고 따르기 시작한다. 하지만 비밀번호를 알아내는 작전은 번번이 수포로 돌아가면서 점점 심신이 지치기 시작한다. 그러다 혜주에게 프로포즈를 한 것이 의도치 않게 먹히게 됐다. 이 말에 혜주가 덜컥 통장을 내주고 그토록 원하던 비밀번호까지 알려준것이다. 이제 통장을 들고 서울로 가서 빚만 갚으면 되는데 덕근은 어딘가 허전하기만 했다. 

## 캐스팅
- 정준호 : 김덕근 역
- 김원희 : 혜주 역
- 고은아 : 옥희 역
- 임형준 : 성칠 역
- 이재훈 : 상용 역
- 박진택 : 명구 역
- 최종훈 : 뭉치 역
- 이지혜 : 봉명순 역
- 이은 : 강승자 역
- 이도련 : 아버지 역
- 이윤혁 : 배씨 역
- 구혜령 : 슈퍼 역
- 조선주 : 웨딩샵 점원 역
- 조원희 : 요양원 원장 역
- 송재희 : 빡새 역
- 권오중 : 신강구 역
- 이한위 : 사채업자 역
- 김해곤 : 담임 선생님 역
- 나경미 : 커피숍 여자 역
- 김지영 : 할머니 역 (특별출연)